# Земская почта

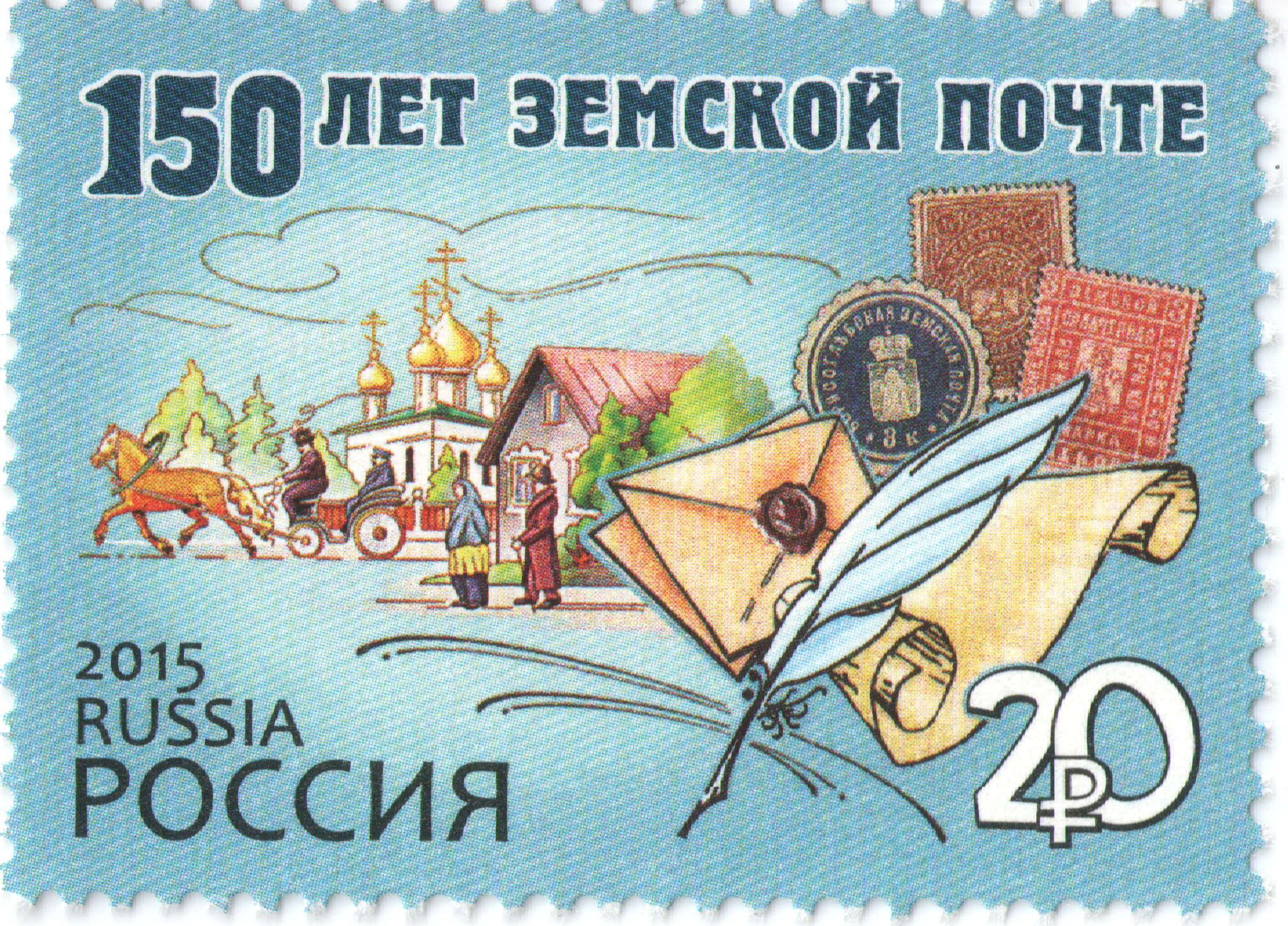
Почтовая марка России в честь 150-летия земской почты (2015)

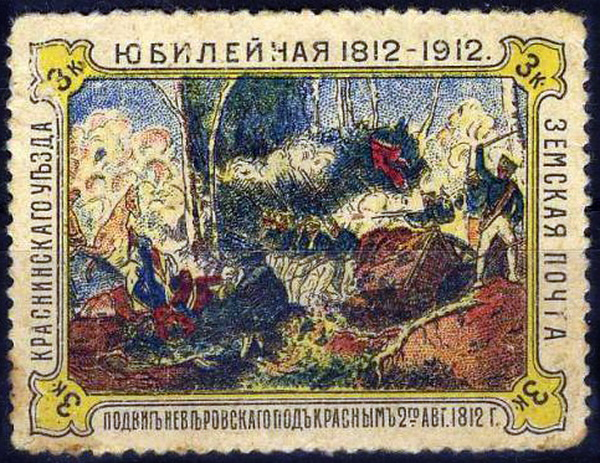
Земская почта Краснинского уезда. Коммеморативная марка к 100-летию Отечественной войны 1812 года (1912)

Зе́мская по́чта — почтовые службы, организованные во второй половине XIX века большинством земских управ России для пересылки корреспонденции внутри уездов, а также для обмена корреспонденцией с государственной почтовой службой.

## История
Сеть почтовых учреждений государственной службы в XIX веке была сравнительно слабо развита, а в ряде регионов вообще не была представлена. Зачатки земской почты появились в середине XIX столетия. Первая такая почта была организована в 1837 году в Вятской губернии при земских судах для доставки в сельскую местность служебной корреспонденции и поддержания постоянного срочного сообщения со становыми приставами. Назвали её тогда Вятская специальная земская почта. Действовала она на основании статьи 217 Устава о земских повинностях. В 1862 году эта почта была передана в ведение полицейских управлений. К 1867 году специфика данной почты больше не удовлетворяла требования земства и местные уездные управы приступили к организации собственных почт.
Процесс постепенного объединения земских почт соседних уездов затронул Вятскую, Саратовскую и Тамбовскую губернии. Почтовый департамент, считая, что в результате таких действий может возрасти конкуренция с государственной почтой, специальным циркуляром от 25 февраля 1869 года запретил соединять земские почты пограничных уездов.
Основным толчком к созданию собственных земской почты в уездах послужило то, что 19 сентября 1869 года было принято Положение комитета министров о взимании со всей земской корреспонденции при пересылке по почте, наравне с частными лицами, весового и страхового сбора. После того, как многочисленные ходатайства об отмене этого Положения были оставлены без последствий, ряд земств стали организовывать почту.
Прямое разрешение устраивать почты для перевозки частной и прочей корреспонденции было официально дано земствам в 1870 году указом Правительствующего сената. Тогда этим воспользовались немногие. В 1871 году были изданы новые правила относительно учреждений земских почт, которые и стали основными, после чего началось массовое открытие земских почт.

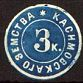
Первая в мире круглая земская марка Касимовского уезда (1875)

Из 359 уездов, к 1880 году земская почта существовала в 129 уездах, а к 1901 году — в 243 уездах. Многие из них выпускали собственные земские почтовые марки, штемпельные конверты, маркированные почтовые карточки и бандероли.
Для земской почты правительством был установлен ряд ограничений. Согласно правилам, земская почта должна служить продолжением правительственной, сфера её деятельности, ограничивается лишь теми районами, где не имеется государственной почты. Земским почтам не возбранялось иметь свои почтовые марки, но с условием, чтобы эти марки по своему рисунку не имели ничего общего с марками государственной почты. Известен случай, когда начальник Ярославского почтово-телеграфного округа  потребовал изъять марки Кадниковского уезда из-за схожести с государственными.  А Курский губернатор настаивал, чтобы земские марки были большей величины и отличались от государственных формой. Кроме того, земской почте, как правило, запрещалось использовать дороги, по которым следовала государственная почта, и разрешалось их пересекать лишь с просёлка на просёлок.
Наибольшее внимание почтовому делу уделяли земства восточных губерний (Пермская, Самарская, Вятская, Казанская, Уфимская), а также Харьковской, Полтавской, Курской, Тамбовской и Екатеринославской.
В дальнейшем деятельность земской почты пошла на убыль: к 1900 году её объёмы сократились наполовину, а к 1914 году из земств, использующих земские марки, она поддерживалась всего в 35 уездах. Количество же уездов, где марки не выпускались (пересылка бесплатная или оплата наличными), но земская почтовая служба работала, до сих пор не установлено.
Земские почтовые службы, как и другие земские учреждения, были ликвидированы в 1918 году, после установления Советской власти.